# Маслов, Георгий Владимирович
Георгий Владимирович Ма́слов (22 мая [3 июня] 1895, Моршанск, Тамбовская губерния — 15 марта 1920, Красноярск) — русский поэт и литературовед, пушкинист.

## Биография
Имел дворянское происхождение. Родился в семье дворянина Тамбовской губернии, Владимира Николаевича Маслова — подпоручика Юхновского резервного батальона. Мать, Любовь Николаевна, происходила из обрусевшей немецкой купеческой семьи, состоявшей в близком родстве с семьёй литераторов Гиппиус. Восприемницей Георгия при крещении была жена статского советника Елена Францевна Гиппиус.
Ранние детские годы провёл в селе Абдулино Самарской губернии. В мае 1908 года он закончил 3-й класс Самарской мужской гимназии и, поскольку отец был переведён в Симбирск, обучение продолжил в 4-м классе Симбирской мужской гимназии. В старших классах гимназии его учителями были А. Н. Степанов, Б. П. Денике и художник Д. И. Архангельский. В 1913 году он окончил с серебряной медалью 1-ю симбирскую классическую гимназию и поступил на Историко-филологический факультет Санкт-Петербургского университета. Участвовал в работе Пушкинского семинария С. А. Венгерова, входил в университетский «Кружок поэтов».
С 1915 года публиковал стихи в журналах. 6 ноября 1916 года женился на поэтессе Елене Тагер, вместе с ней в марте 1917 года уехал в Симбирск для организации выборов в Учредительное собрание. Из-за этого он не окончил университет, хотя его хотели оставить при кафедре русской литературы.
В 1918 году участвовал в организации добровольческих отрядов в Симбирске, осенью вместе с отходящими частями Чехословацкого корпуса добрался до Омска. Поступил рядовым в армию Колчака, служил в Егерском батальоне Ставки Верховного главнокомандующего, затем помощник начальника политического отделения Особого отдела Управления делами Верховного Правителя и Совета министров.
В 1919 году много печатался в омских газетах. Был знаком с начинающим поэтом Леонидом Мартыновым, который оставил о нём воспоминания.
Умер от тифа в Красноярске. Похоронен там же.

## Сочинения
- Дон Жуан (комедия) // Елань. Вып. 1. Томск, 1919
- Аврора (поэма, с предисловием Ю. Тынянова). Пг., 1922
- Струве Г. К истории русской поэзии 1910-х — начала 1920-х годов (Арион: коллективный сборник стихов (1918); Аврора / Георгий Маслов; с предисл. Ю. Н. Тынянова (1922); Несобранные произведения Г. В. Маслова / Вступит. статья и коммент. Г. П. Струве). Berkeley: Berkeley Slavic specialties, 1979 (Modern Russian Literature and culture. Vol. 1).
- Георгий Маслов. Сочинения в стихах и прозе. Материалы к биографии / Сост. и комм. В. В. Нехотин, И. Г. Девятьярова. Омск [: Омский областной музей изобразительных искусств имени М. А. Врубеля], 2020. 440 с., ил. ISBN 978-5-8042-0689-6.
- Онлайновое собрание стихотворений Маслова: часть первая; часть вторая; часть третья; часть четвертая; часть пятая.

### Статьи
- Памяти Е. А. Державина // Заря (Омск). 1919. № 70. 2 апреля. С. 2.
- Новое о стихотворении Пушкина «Послушай, дедушка, мне каждый раз…» // Пушкин и его современники, вып. 28. Пг., 1917
- Послание Лермонтова к Пушкину 1830 года // Пушкин в мировой литературе. Л., 1926
- Заметки о пушкинском тексте (из архива редакции журнала «Голос минувшего») // Литературная жизнь: Памяти А. Ю. Галушкина. М., 2017. С. 289—303.